# ATC A01 – Sztomatológiai készítmények
Az ATC A01 – Sztomatológiai készítmények a gyógyszerek anatómiai, gyógyászati és kémiai osztályozási rendszerének (ATC) egyik alcsoportja.
| ATC A   | Tápcsatorna és anyagcsere                                                      |
| ------- | ------------------------------------------------------------------------------ |
| ATC A01 | Sztomatológiai készítmények                                                    |
| ATC A02 | Gyomorsavval kapcsolatos betegségek kezelésére szolgáló szerek                 |
| ATC A03 | Funkcionális emésztőszervi rendellenességek gyógyszerei                        |
| ATC A04 | Hányáscsillapítók és émelygés elleni szerek                                    |
| ATC A05 | Epe- és májterápia                                                             |
| ATC A06 | Hashajtók                                                                      |
| ATC A07 | Hasmenésgátlók és a bél gyulladásos / fertőzéses megbetegedéseinek gyógyszerei |
| ATC A08 | Fogyasztószerek a diétás készítmények kivételével                              |
| ATC A09 | Digesztívumok, beleértve az enzimeket                                          |
| ATC A10 | Antidiabetikus terápia                                                         |
| ATC A11 | Vitaminok                                                                      |
| ATC A12 | Ásványi sók                                                                    |
| ATC A13 | Roborálószerek                                                                 |
| ATC A14 | Szisztémás anabolikumok                                                        |
| ATC A15 | Étvágyjavítók                                                                  |
| ATC A16 | A tápcsatorna és az anyagcsere egyéb gyógyszerei                               |

## A01A Sztomatológiai készítmények

### A01AA Fogszuvasodást megelőző szerek
| ATC     | Magyar                       | INN                          | Gyógyszerkönyv |
| ------- | ---------------------------- | ---------------------------- | -------------- |
| A01AA01 | Nátrium-fluorid              | Sodium fluoride              |                |
| A01AA02 | Nátrium-monofluorfoszfát     | Sodium monofluorophosphate   |                |
| A01AA03 | Olaflur                      | Olaflur                      |                |
| A01AA04 | Ón(II)-fluorid               | Stannous fluoride            |                |
| A01AA30 | Kombinációk                  | Kombinációk                  |                |
| A01AA51 | Nátrium-fluorid, kombinációk | Nátrium-fluorid, kombinációk |                |

### A01AB Antiinfektív szerek a száj lokális kezelésére
| ATC     | Magyar             | INN                     | Gyógyszerkönyv                                                                             |
| ------- | ------------------ | ----------------------- | ------------------------------------------------------------------------------------------ |
| A01AB02 | Hidrogén-peroxid   | Hydrogen peroxide       | Hydrogenii peroxidum                                                                       |
| A01AB03 | Klórhexidin        | Chlorhexidine Gluconate | Chlorhexidini diacetas, Chlorhexidini digluconatis solutio, Chlorhexidini dihydrochloridum |
| A01AB04 | Amfotericin B      | Amphotericin B          | Amphotericinum B                                                                           |
| A01AB05 | Polynoxylin        | Polynoxylin             |                                                                                            |
| A01AB06 | Domiphen           | Domiphen                |                                                                                            |
| A01AB07 | Oxikinolin         | Oxyquinoline            |                                                                                            |
| A01AB08 | Neomicin           | Neomycin                | Neomycini sulfas                                                                           |
| A01AB09 | Mikonazol          | Mikonazole              |                                                                                            |
| A01AB10 | Natamicin          | Natamycin               |                                                                                            |
| A01AB11 | Egyéb              |                         |                                                                                            |
| A01AB12 | Hexetidin          | Hexetidin               | Hexetidinum                                                                                |
| A01AB13 | Tetraciklin        | Tetracycline            | Tetracyclinum, Tetracyclini hydrochloridum                                                 |
| A01AB14 | Benzoxónium-klorid | Benzoxonium chloride    |                                                                                            |
| A01AB15 | Tibezónium-jodid   | Tibezonium iodide       |                                                                                            |
| A01AB16 | Mepartricin        | Mepartricin             |                                                                                            |
| A01AB17 | Metronidazol       | Metronidazole           | Metronidazolum                                                                             |
| A01AB18 | Klotrimazol        | Clotrimazole            | Clotrimazolum                                                                              |
| A01AB19 | Nátrium-perborát   | Sodium perborate        | Natrii perboras hydricus                                                                   |
| A01AB21 | Klórtetraciklin    | Chlortetracycline       | Chlortetracyclini hydrochloridum                                                           |
| A01AB22 | Doxiciklin         | Doxycycline             | Doxycyclini hyclas, Doxycyclinum monohydricum                                              |
| A01AB23 | Minociklin         | Minocycline             | Minocyclini hydrochloridum                                                                 |

### A01ACKortikoszteroidoka száj lokális kezelésére
| ATC     | Magyar                   | INN                      | Gyógyszerkönyv                                                                                  |
| ------- | ------------------------ | ------------------------ | ----------------------------------------------------------------------------------------------- |
| A01AC01 | Triamcinolon             | Triamcinolone            | Triamcinoloni acetonidum, Triamcinoloni hexacetonidum                                           |
| A01AC02 | Dexametazon              | Dexamethasone            | Dexamethasonum, Dexamethasoni acetas, Dexamethasoni isonicotinas, Dexamethasoni natrii phosphas |
| A01AC03 | Hidrokortizon            | Hydrocortisone           | Hydrocortisonum, Hydrocortisoni acetas, Hydrocortisoni hydrogenosuccinas                        |
| A01AC54 | Prednizolon, kombinációk | Prednizolon, kombinációk |                                                                                                 |

### A01AD 	Egyéb szerek a száj lokális kezelésére
| ATC     | Magyar            | INN                  | Gyógyszerkönyv           |
| ------- | ----------------- | -------------------- | ------------------------ |
| A01AD01 | Adrenalin         | Adrenalin            | Adrenalini tartras       |
| A01AD02 | Benzidamin        | Benzydamine          |                          |
| A01AD05 | Acetilszalicilsav | Acetylsalicylic acid | Acidum acetylsalicylicum |
| A01AD06 | Adrenalon         | Adrenalone           |                          |
| A01AD07 | Amlexanox         | Amlexanox            |                          |
| A01AD08 | Bekaplermin       | Becaplermin          |                          |
| A01AD11 | Egyéb             |                      |                          |